# Piz da Peres
Der Piz da Peres ist ein 2507 m s.l.m. hoher häufig besuchter Aussichtsberg in den Pragser Dolomiten. Er liegt im Naturpark Fanes-Sennes-Prags südöstlich des Kronplatzes und östlich von St. Vigil, von wo aus er einen der dominierenden Berge darstellt. Er bildet den westlichen Endpunkt einer sich etwa sieben Kilometer in östlicher Richtung erstreckenden Bergkette, die nach Norden, insbesondere vom Olanger Becken, ihre schroffe und zerklüftete Seite zeigt. Deshalb wird diese Kette auch Olanger Dolomiten genannt. Nach Süden dagegen zeigen diese Berge vorwiegend mäßig steile Grashänge. Der Piz da Peres ist der bekannteste Berg dieser Kette und wird häufig besucht, da er vom Furkelsattel (1758 m) auf einer markierten Steiganlage zu erreichen ist.
Im Jahr 2007 entdeckte Michael Wachtler am Piz da Peres eine reichhaltige Fundstätte von Fußspuren primitiver Saurier und stellte zusammen mit Marco Avanzini und Rossana Todesco vom Museo Tridentino di Scienze Naturali Forschungen an.

## Anstiege
Der kürzeste und einfachste Anstieg führt vom Furkelsattel zunächst in südöstlicher Richtung mit wechselnder Steigung durch den Wald.  Später führt der Weg südlich und zuletzt recht steil durch ein Schuttkar zur Dreifingerscharte (2330 m), die den Piz da Peres von der östlich benachbarten Dreifingerspitze trennt. Der letzte Teil des Anstiegs führt über den grasigen Ostrücken. Für diesen Anstieg sind etwa 2 Stunden zu veranschlagen.
Ein alternativer An- oder Abstieg führt über den Westrücken. Dieser Weg ist etwas schwierigerer und an einzelnen Stellen versichert. Diese Route kann man entweder auch vom Furkelsattel erreichen oder von St. Vigil.
Weitere Möglichkeiten gibt es vom Pragser Wildsee durch das Grünwaldtal zur Dreifingerscharte und von dort zum Gipfel oder von St. Vigil über das Grünwaldjoch, das Kreuzjoch und die Dreifingerscharte.
Außerdem wurde nach nur dreimonatiger Bauzeit ein neuer Klettersteig am Piz da Peres errichtet. Die Idee dazu stammte von den örtlichen Bergführern Simon Kehrer und Max Willeit und wurde sofort vom Präsidenten der Tourismusgenossenschaft Werner Call unterstützt. Am 21. Juli 2022 wurde der neue Klettersteig offiziell eröffnet. Die Schwierigkeit des Klettersteigs ist überwiegend mittel (Kategorie C) mit einer schweren Stelle C/D.